# Boutigny-sur-Essonne
Boutigny-sur-Essonne is een gemeente in het Franse departement Essonne (regio Île-de-France) en telt 3002 inwoners (1999). De plaats maakt deel uit van het arrondissement Étampes.

## Geografie
De oppervlakte van Boutigny-sur-Essonne bedraagt 16,2 km², de bevolkingsdichtheid is 185,3 inwoners per km².
De onderstaande kaart toont de ligging van Boutigny-sur-Essonne met de belangrijkste infrastructuur en aangrenzende gemeenten.

## Demografie
Onderstaande figuur toont het verloop van het inwonertal (bron: INSEE-tellingen).

## Partnergemeente
Het Oostenrijkse Lans is een partnergemeente van Boutigny-sur-Essonne.